# Theïstisch satanisme
Het theïstisch satanisme, ook wel traditioneel satanisme genoemd, is de religieuze verering van Satan (Hebr: tegenstander, aanklager). Satan, die vaak aangeroepen wordt onder de naam Azazel, wordt door aanhangers niet gezien als een personificatie van het pure kwaad.
De naam Azazel treffen we aan in Leviticus 16:10. Daarin staat beschreven:
Maar de bok die door het lot aan Azazel is toegewezen zal levend voor den Heer geplaatst worden, om verzoening voor hem te bewerken, teneinde hem zo naar Azazel in de woestijn te zenden.
Dit Bijbelvers refereert aan de Joodse feestdag Jom Kipoer (Grote Verzoendag). Het was op deze plechtige dag dat er twee geitenbokken werden gekozen. Een werd er geofferd aan Jahwe; de andere werd symbolisch belast met de zonden van het volk Israël om vervolgens als een zondebok in de woestijn te worden gezonden waar Azazel zou huizen. Het is in dit ritueel waarin wij voor het eerst de associatie aantreffen van de duivel met de geitenbok. Zo wordt Azazel beschouwd als de oudst bekende naam die wordt toegeschreven aan wat tegenwoordig Satan of de duivel wordt genoemd.

## Satan-Azazel tegen ha-satan
Er wordt in het traditioneel/theïstisch satanisme een onderscheid gemaakt tussen Satan-Azazel, de Tegenstrever van Jahwe, en ha-satan, een engel of leugengeest in de hofhouding van Jahwe, of een gedaante die Jahwe aanneemt wanneer Hij het mensdom onwelgevallig is. Zo verleidt ha-satan koning David tot het houden van een volkstelling, en roept hiermee de toorn van Jahwe over hem en zijn volk, wat Jahwe een excuus geeft om talloze onschuldige omstanders van het volk Israël te straffen. Het is ook ha-satan die met de goedkeuring van Jahwe de gelovige Job kwelt met verschrikkelijke rampen en kwalen teneinde zijn geloof in God op de proef te stellen. Satan-Azazel en ha-satan worden dan ook gezien als twee totaal verschillende entiteiten.

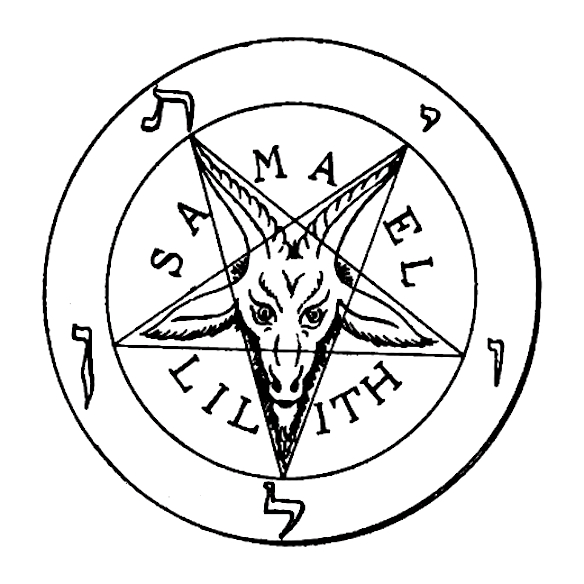
Pentagram met de tekst Samael en Lilith

## Samael en Lilith
Satan-Azazel heeft twee voornamelijke emanaties. Een mannelijke emanatie, gesymboliseerd door de demon Samael, en een vrouwelijke, Lilith. Lilith was volgens een traditie de eerste vrouw van Adam. Zij was, net als haar man, geschapen uit het stof der aarde en eiste om deze reden dezelfde rechten als haar man. Adam deed bij God zijn beklag hierover, en God schiep Eva uit de rib van Adam zodat zij wel onderdanig was aan haar man. Lilith werd uit het paradijs verbannen en baarde in een grot kinderen die waren verwekt door de demon Samael. Samael en Lilith worden meestal opgevat als uitvloeiselen van een en dezelfde bron, Satan.
Lilith wordt vereerd als een krachtig feministisch symbool. Niet alleen door traditioneel/theïstische satanisten, maar ook door sommige stromingen in het eclectische paganisme, wicca, en een aantal etnisch joodse feministes. Bij laatstgenoemde groepen wordt echter geheel de connectie met het satanisme ontkend, terwijl traditioneel Lilith wordt gezien als de gemalin van Satan.